# 張瑛 (成化進士)
張瑛（1438年—？），字德輝，廣東廣州府新會縣人，民籍。明朝政治人物。進士出身。

## 生平
廣東鄉試第七名。成化八年（1472年）壬辰科會試第九十四名，殿試登進士第三甲第八十三名。成化九年（1473年），曾官江西萬安縣知縣。

## 家族
曾祖父張容光。祖父張冕。父亲張紳，曾任知縣。